# Universitatea Rajshahi
Universitatea Rajshahi (bengaleză: Rajshahi Bishshobiddalôe) este o universitate publică din Rajshahi, un oraș din nordul statului Bangladesh. Universitatea Rajshahi a fost înființată în anul 1953, fiind a doua universitate fondată în Pakistanul de Est (denumirea sub care era cunoscut teritoriul actualului stat Bangladesh în perioada cînd făcea parte din Pakistan).
Cele 47 departamente ale universității sunt organizate în opt facultăți. Universitatea este localizată în campusul Motihar (3 km²), din centrul orașului Rajshahi . Cu 25,000 de studenți și aproape 1000 de cadre didactice, este una dintre cele mai mari universități din Bangladesh

## Istoric
Prima propunere de a crea o universitate în Rajshahi, a fost în anul 1917, când Universitatea Calcutta a creat Comisia Sadler pentru a evalua sistemul universitar din Bengal. Cu toate acestea, recomandările din raportul creat nu a avut nici o consecință.
După dezmembrarea Indiei, în 1947, Bangladeshul de astăzi a devenit Pakistanul de Est. Universitatea Dhaka, înființată în 1926, era singura universitate din țară. Cererea pentru o nouă universitate în regiunea de nord a țării a crescut în momentul în care două universități au fost înființate numai în Pakistanul de Vest. Elevii Colegiului Rajshahi au fost primii care au inițiat această mișcare.